# Lerista terdigitata
Espèce
Synonymes
- Lygosoma terdigitatum Parker, 1926

Lerista terdigitata est une espèce de sauriens de la famille des Scincidae.

## Répartition
Cette espèce est endémique d'Australie. Elle se rencontre en Australie-Occidentale et en Australie-Méridionale.

## Publication originale
- Parker, 1926 : A new lizard from South Australia. Annals and magazine of natural history, sér. 9, vol. 18, p. 203-205.